# Ricardo Tacuchian
Ricardo Tacuchian (født 18. november 1939 i Rio de Janeiro, Brasilien) er en brasiliansk komponist, dirigent, pianist, lærer og professor.
Tacuchian studerede komposition, direktion og klaver hos bl.a. Francisco Mignone, Claudio Santoro og José de Lima Siqueira på National School of Music.
Han har skrevet orkesterværker, kammermusik, elektronisk musik, kantater, korværker, solo stykker for mange instrumenter etc.

## Udvalgte værker
- Estruturas Sinfonicas (Symfoniorkester)  - for orkester
- Symfonisk toccata - for orkester
- Prisme - for computer
- Sinfonietta til Fátima - for strygeorkester